# Jim Lee
Jim Lee (* 11. srpna 1964 Soul, Jižní Korea) je korejsko-americký komiksový kreslíř, spisovatel a vydavatel. Svou první nabídku kreslit komiks získal v roce 1987 u Marvel Comics. Nejdříve ilustroval příběhy jako Alpha Flight a Punisher War Journal, než si vysloužil popularitu s The Uncanny X-Men. Číslo X-Men #1, na kterém spolupracoval se scenáristou Chrisem Claremontem, je doposud nejprodávanějším komiksovým sešitem historie.
Od roku 1992 je spoluvlastníkem vydavatelství Image Comics. Také byl vlastníkem vydavatelství Wildstorm Productions, které roku 1998 odprodal společnosti DC Comics. Za svou kariéru byl oceněn cenami Harvey Award, Inkpot Award a třemi Wizard Fan Awards.

## Česky vydané komiksy
Na českém trhu byly vydány následující komiksy s kresbami Jima Lee:

### Sešity
- 2004 - WildC.A.T.S/X-Men: Stříbrný věk (v Crew2 #06-07), (s Scott Lobdell)

### Knihy
- 2004 - Batman - Ticho 1 (s Jeph Loeb a Scott Williams)
- 2005 - Batman - Ticho 2 (s Jeph Loeb a Scott Williams)
- 2007 - Superman pro zítřek - kniha první (s Brian Azzarello)
- 2007 - Superman pro zítřek - kniha druhá (s Brian Azzarello)
- 2012 - Batman - Ticho (ucelené vydání), (s Jeph Loeb a Scott Williams)
- 2013 - Liga spravedlnosti 1 - Počátek (s Geoff Johns)
- 2014 - Liga spravedlnosti 2 - Zrození zla (s Geoff Johns)

### DC Comics
- All-Star Batman and Robin #1-10 (2005–08)
- Coup d'état: Sleeper (Authority) (2004)
- Batman #608-619 (2002–03)
- Batman: Gotham Knights (Batman Black and White) #1 (2000)
- Flinch #1 (1999)
- Justice League, vol. 2, #1-6, 9-12 (among other artists) (2011–12)
- Justice League of America, vol. 4, #0 -one page only- (2006)
- Just Imagine Stan Lee with Jim Lee creating Wonder Woman (2001)
- The New 52 (Free Comic Book Day) #1 (among other artists, 2012)
- 100 Bullets #26 (among other artists) (2001)
- Orion (Tales of the New Gods) #12 (2001)
- Robotech #0 (2002)
- Superman, vol. 2, #204–215 (2004–05)
- Superman/Batman #26 (2-pages, among other artists) (2006)
- Weird War Tales, one-shot (2000)

### Image Comics
- Darker Image (Deathblow) #1-2 (1993)
- Deathblow (full pencils): #1-3; (along with Trevor Scott): #0 (1993–96)
- Deathmate #Black (among other artists) (1993)
- Divine Right #1–12 (1997–99)
- Gen¹³ #0, 4-7 (1994)
- Grifter/Shi, 2-part miniseries, #1 (along with Travis Charest) (1996)
- Invincible #51 (cover)
- Moonlight and Ashes: Fire From Heaven, 2-part miniseries, #2 (1996)
- Savage Dragon #13 (1994)
- StormWatch #47 (1997)
- WildC.A.T.s (full pencils): #1-13; (among other artists): #32, 50 (1992–98)

### Marvel Comics
- Alpha Flight #51, 53, 55-62, 64 (1987–88)
- Daredevil Annual #5 (1989)
- Fantastic Four, vol. 2, #1–6 (1996–97)
- Iron Man, vol. 2, #6 (among other artists) (1997)
- Marvel Comics Presents (Namor) #33 (1989)
- Punisher Annual #2 (1989)
- Punisher: War Journal #1–13, 17-19 (1988–89)
- Solo Avengers (Mockingbird) #1 (1987)
- Stryfe's Strike File #1 (among other artists) (1993)
- Uncanny X-Men #248, 256–258, 267–277 (1990–91)
- X-Men, vol. 2, #1–11 (1991–92)

### Marvel/Image
- WildC.A.T.s/X-Men: The Silver Age (1997)